# Kate Beahan
Kate Beahan é uma atriz australiana.
Beahan nasceu em Perth. Até 2005, seu papel mais importante foi Flightplan, ela apareceu principalmente em filmes e séries de TV da Austrália (notáveis como a prostituta personagem-título em Chopper). Kate é por vezes confundida com atriz americana Vera Farmiga.
Ela também fez uma ponta em The Matrix Revolutions como moça da chapelaria do restaurante de Mergeviarian.

## Filmografia
- 2008	Boston Legal	Audrey Patterson	Episode: "The Court Supreme"
- 2013	Perception	Ileana	Episode: "Caleidoscope"
- 2013, 2015	Mistresses	Miranda Nickleby	Recurring role (seasons 1 & 3)
- 2015	NCIS	Colette Girard	Episodes: "The Lost Boys", "Neverland"
- 2015	NCIS: New Orleans	Naomi Parsons	Episode: "Foreign Affairs"
- 2017	Law & Order True Crime Diane Sawyer	TV miniseries
- 2018	Lucifer	Justine Doble	Episode: "All About Her"
- 2018	Hawaii Five-0	Lady Helen
- The Return (2006)
- The Wicker Man (2006)
- Flightplan (2005) como Stephanie
- The Matrix Revolutions (2003) como garota da chapelaria
- After the Deluge (2003) como Margaret
- Blackjack (2003) como Julie Egan
- Splitsville (2003)
- Young Lions (2002) como Emma Greer
- The Crocodile Hunter: Collision Course como Jo Buckley
- Seconds to Spare (2002) como Eve Lambert
- Farscape (2001) como Hubero
- Outriders (2001) como Rachel
- Love Is a Four Letter Word como Alicia "Albee" Barrett
- Lost Souls (2000) como Flirtatious Girl
- Water Rats (2000) como Stephanie Kelly
- Chopper (2000) como Tanya
- A Wreck, a Tangle (2000) como a namorada de Kinch
- Strange Planet (1999) como Poppy
- The Gift (1997) como Enzo